# JGroups
A JGroups megbízható multicast rendszer, amely Java nyelven készült.
A JGroups egy „csoport” réteget helyez a szállítási protokoll fölé, mely tartalmazza a résztvevők listáját. Ez a lista a következőkre használható:
- Az alkalmazás logikája tisztában legyen a megfigyelőkkel
- Néhány vagy az összes átvitel biztonságossá tétele
- Atomi átvitelek engedélyezése
- Teljesen sorrendben történő átvitelek engedélyezése

A JGroups egy eszköztár a biztonságos multicast kommunikációra. Felhasználható folyamat csoportjainak létrehozására, amelyeknek tagjai üzeneteket küldhetnek egymásnak. A JGroups a fejlesztőknek lehetővé teszi, hogy megbízható többpontos alkalmazásokat készítsenek, ahol a megbízhatóság fejlesztői elvárás. A JGroups ugyancsak mentesíti az alkalmazás fejlesztőjét ennek a logikának az implementálása alól. Ezzel jelentős fejlesztői idő takarítható meg és lehetővé teszi az alkalmazás különböző környezetben történő, a kód megváltoztatása nélküli telepítését.

## JGroups funkciói
- Csoportok létrehozása és törlése. Lehetőség van a csoport tagjainak LAN vagy WAN segítségével való összekötésére
- Csatlakozás csoportokhoz ill. kilépés csoportokból
- Tagság felismerése és értesítés a csatlakozott/csoportot elhagyó/elbukott tagokról
- Összeomlott tagok megtalálása és kitörlése
- Tag-csoportnak üzenetek küldése és fogadása (pont-többpont)
- Tag-tagnak üzenetek küldése és fogadása (pont-pont)

## Rugalmas protokollverem
A JGroups legerőteljesebb tulajdonsága a rugalmas protokollverem, amely lehetővé teszi a fejlesztőknek, hogy adaptálják azt, pontosan az alkalmazásuk követelményeinek és a hálózat jellegzetességeinek megfelelően. Ez az előny abban nyilvánul meg, hogy arra kell csak figyelni, amit használunk is. A protokollok keveredésével és összehasonlításával változó, különböző alkalmazás követelmények elégíthetők ki. JGroups számos előre definiált protokollt tartalmaz (de ugyancsak bárki írhat sajátot is), például:
- Szállítási protokollok: UDP (IP Multicast), TCP, JMS
- Nagy üzenetek szétdarabolása
- Megbízható unicast és multicast üzenetátvitel. Az elveszett üzenetek újra elküldésre kerülnek
- Hibafelismerés: összeomlott tagok a tagságból kizárásra kerülnek
- Sorrendbe rakó protokollok: Atomi (egész-vagy-semmi üzenet kézbesítés), Fifo, okozati, teljes sorrend (szekvenciális vagy címke alapú)
- Tagság kezelése
- Titkosítás

## Fordítás
Ez a szócikk részben vagy egészben  a   JGroups című angol Wikipédia-szócikk ezen változatának fordításán alapul.  Az eredeti cikk szerkesztőit annak laptörténete sorolja fel. Ez a jelzés csupán a megfogalmazás eredetét és a szerzői jogokat jelzi, nem szolgál a cikkben szereplő információk forrásmegjelöléseként.